# Hyperomyzus inflatus
Hyperomyzus inflatus är en insektsart som först beskrevs av Richards 1962.  Hyperomyzus inflatus ingår i släktet Hyperomyzus och familjen långrörsbladlöss. Inga underarter finns listade i Catalogue of Life.